# Agronomie
L'agronomie est l'ensemble des sciences exactes, naturelles, économiques et sociales, et des techniques auxquelles il est fait appel dans la pratique et la compréhension de l'agriculture. Les sciences vétérinaires sont parfois exclues de cette définition.
L'agronomie ne doit pas être confondue avec l'« agrologie » ou édaphologie.
Le terme vient des mots grecs agro, campagne ou champs et nomos, loi ou règle.

## Définition
Les termes d'agriculture et d'agronomie sont souvent utilisés indifféremment, alors qu'il s'agit de deux concepts différents.
D'une façon générale, l'agronomie est la science visant à comprendre les mécanismes en jeu en agriculture et à les améliorer. Ceci explique que l'on parle parfois de sciences agronomiques. Dès son apparition en français dans la deuxième moitié du XVIIIe siècle, le mot agronomie désigne aussi bien l'étude des lois qui régissent les phénomènes naturels, que la définition de règles que les agriculteurs peuvent appliquer pour améliorer leurs productions.
L'agriculture quant à elle est la pratique de l'activité agricole. Idéalement, l'agriculture se nourrit des réflexions agronomiques, et vice-versa : l'agronome a beaucoup à apprendre des agriculteurs !
Dans son acception restreinte, l'agronomie embrasse la connaissance des techniques agricoles en interaction avec le milieu (date de semis, valeur des assolements, choix des semences, calcul de la minéralisation de la matière organique, techniques d'élevage…). Dans une acception plus large, l'agronomie comprend également la connaissance de l'organisation socio-économique de l'agriculture (forme sociale, financement, fonctionnement des marchés, structures familiales).

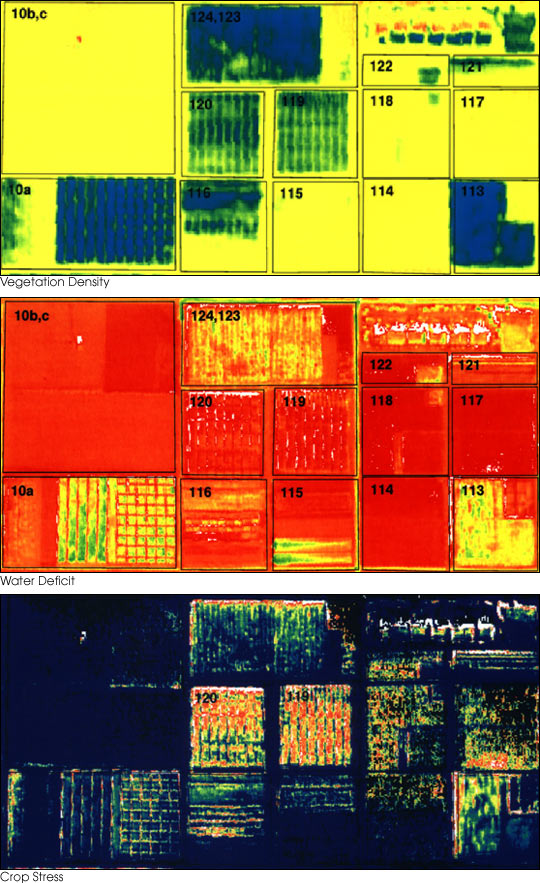
Un des défis de l'agronomie est de mieux comprendre les variations inter et intra-parcellaires (ici mises en évidence par l'image satellitale fausses-couleurs) pour mieux adapter la gestion du sol et des plantes aux conditions pédogéologiques et contextuelles locales, ainsi qu'à leurs évolutions temporelles (photo : NASA Earth Observatory)

Différentes définitions de l'agronomie coexistent ou se sont succédé. Ainsi, dans les années 1950, Stéphane Hénin définissait l'agronomie comme une « écologie du champ cultivé », tandis que les ouvrages d'agronomie français actuels utilisent généralement la définition proposée ultérieurement par Michel Sebillotte : « l'étude, menée simultanément dans le temps et dans l'espace, des relations au sein de l'ensemble constitué par le peuplement végétal et le milieu physique, chimique et biologique, et sur lequel l'homme agit pour en obtenir une production ».

## Histoire de l'agronomie
Selon l'historien Gilles Denis, l'agronomie apparaît en Europe au XVIIIe siècle, en lien avec le développement de la méthode scientifique et d'une « idéologie de l'utilité » qui pousse à comprendre et à maîtriser la nature. Elle serait également liée au développement de l'économie politique, de la physiocratie et de l'idée que l'agriculture est la source essentielle de richesse d'un royaume. Pour Gilles Denis, il est donc anachronique de parler d'agronomie avant son apparition dans l'Europe du XVIIIe siècle (par exemple dans les expressions agronomie antique, latine, chinoise…). À l'inverse, Jean Boulaine, définissant l'agronomie comme un « corpus de connaissances relatives à la mise en valeur, à l’exploitation et à la conservation du monde rural, et systèmes de techniques qui permettent de les mettre en valeur », considère que l'agronomie apparaît en même temps que l'agriculture.

### Antiquité
Si dès la plus haute Antiquité, les travaux ruraux sont présents dans l'iconographie (bas-reliefs égyptiens par exemple) et font l'objet de l'attention des élites dans certaines civilisations (rôle des paradeisias, palais et fermes impériales, dans l'Empire perse achéménide) il faut attendre l'agronome punique carthaginois (ancienne Tunisie) Magon (antérieur au IIe siècle av. J.-C. mais sans qu'il soit aisé de le dater) pour que soit fait référence à un traité d'agronomie structuré. Sa valeur fut si bien reconnue que le Sénat romain en ordonna la traduction. D'une manière générale l'aristocratie romaine marqua un certain intérêt pour l'agronomie ce qui se traduisit par une succession d'auteurs (Caton l'Ancien, Varron, Columelle, Palladius...) et de traités portant sur l'agriculture.

### Du Moyen Âge au début duXIXesiècle
Au Moyen Âge, le progrès agronomique diffuse essentiellement au travers des abbayes notamment bénédictines. Dès la Renaissance, le regain général de l'écriture et de la lecture affectera également l'agronomie. Si dans un premier temps on se contenta essentiellement de publier en latin puis dans les langues vernaculaires les traités antiques (voir l'article Traités médiévaux sur l'agriculture), dans un deuxième temps furent produits des traités originaux (Bernard Palissy). Le plus connu en France est celui du gentilhomme Olivier de Serres auteur du Théâtre d'agriculture; néanmoins la diffusion de l'agronomie reste confidentielle. Ensuite dans la seconde moitié du XVIIIe siècle la diffusion et l'étude de l'agronomie se renouvelèrent par l'intermédiaire des sociétés royales d'agriculture et de savants tels que Duhamel du Monceau auteur des Éléments d'agriculture en 1762.
Au XVIIIe siècle et au début du XIXe siècle, les physiocrates s'intéressent à l'agriculture sous son aspect économique, tandis qu'un ensemble de grands propriétaires terriens (Jethro Tull, Arthur Young, Mathieu de Dombasle) expérimentent de nouvelles méthodes qu'ils diffusent dans des ouvrages et codifient parfois sous forme de théories. En parallèle se créent des sociétés nationales ou locales d'agriculture et des fermes expérimentales. La première de France, la Société royale d'agriculture de la généralité de Paris, est fondée par Louis XV en 1761 et compte dans ses correspondants des agronomes comme Victor Yvart.

### XIXesiècle
L'agronomie naît comme discipline universitaire au cours du XIXe siècle, où se développent à la fois la recherche et l'enseignement autour de l'agriculture. Participent à ce mouvement dans la première moitié du siècle des agronomes comme Thaer, Thouin ou de Gasparin. Les contributions de Liebig préparent l'avènement de l'agriculture industrielle. En France, la ferme école de la Saulsaie est créée en 1842, l'Institut National Agronomique, en 1848, l'école régionale d'agriculture de Bretagne en 1849. En 1868 est créé le réseau des stations de recherche agronomiques. Aux États-Unis, l'enseignement supérieur agricole se met en place grâce au Morill Act de 1862 puis au Second Morill Act de 1890. Les stations de recherche agricole sont créées en 1887 par le Hatch Act, dans le cadre des établissements d'enseignement précédemment créés. En Allemagne, les stations de recherche agricole se mettent en place dans les années 1850 et 1860.

### XXeetXXIesiècles
Dans la seconde moitié du XXe siècle, l'agronomie subit de profondes mutations sur un plan épistémologique et technique. Elle est également confrontée à de profondes mutations du contexte agricole.
L'agronomie subit une rupture conceptuelle qui consacre sa séparation définitive d'avec l'agriculture et son avènement comme science à part entière : désormais, la théorie scientifique précède la collecte des données, contrairement à ce qui avait prévalu précédemment. Caractérisée par de nouveaux concepts, comme le « profil cultural » (S. Hénin) qui permet une approche théorique de l'étude des sols, l'itinéraire technique ou le système de culture, elle conduit à la rédaction d'une nouvelle définition de l'agronomie par Sebillotte.
Dans la seconde moitié du XXe siècle, l'agronomie est également confrontée à de profondes mutations du contexte agricole. Après une phase de forte croissance de la production agricole, caractérisée par le développement des engrais et pesticides de synthèse, liés aux progrès parallèles réalisés en matière de productions végétales et animales (sélection et amélioration), l'agriculture est confrontée à une série de difficultés. Les fonctions économiques, environnementales et sociales de l'agriculture sont aujourd'hui au cœur d'un vaste débat de société. De récentes crises (vache folle, organismes génétiquement modifiés, pesticides, Escherichia coli O104:H4), ont bien montré la complexité et l'importance de ce débat, en mettant notamment en évidence le lien entre recherche agronomique et intérêts économiques : association extrêmement efficace pour accélérer l'innovation mais posant problème dès lors qu'il convient de l'évaluer objectivement. En effet, les spécialistes, impliqués dans des programmes industriels peuvent se retrouver juges et parties. C'est le problème plus général du conflit d'intérêts étendu aux chercheurs.
À partir des années 1980, de nouveaux outils sont disponibles pour la recherche agronomique. La biologie moléculaire ouvre de nouvelles possibilités pour la sélection variétale (cartographie puis séquençage des génomes, création d'OGM), l'étude des pathogènes et ravageurs ou l'étude des communautés microbiennes des sols ou du rumen (qPCR, métagénomique). Le développement de l'informatique permet l'essor de la modélisation et de la biométrie grâce au développement de puissants moyens de calcul statistiques désormais couramment utilisés lors des expérimentations.
Compte tenu des importantes difficultés économiques du monde agricole et paysans au cours des années 1980-90 marquée par une chute constante du prix des matières agricoles, certains agronomes estiment indispensable de mettre à jour les mécanismes explicatifs de l'évolution de l'agriculture en les reliant à l'évolution de la demande sociale. L'approche agronomique purement locale est enrichie et complétée par une approche qui vise à replacer l'agriculture et les systèmes de production mis en place dans le contexte mondial. À l'heure de la mondialisation des échanges, il paraît impossible d'interpréter correctement les stratégies agricoles sans connaître les politiques agricoles et les accords internationaux notamment dans le cadre de Organisation mondiale du commerce qui conditionne le prix des matières premières et donc la rentabilité des productions.

#### Développement des concepts conciliant environnement et agriculture
Les dégradations environnementales, liées à l'agriculture industrielle, au développement industriel et au fort accroissement de la population mondiale, ont soulevé de nombreuses questions et entraîné le développement, voire l'apparition de nouvelles préoccupations pour la science agronomique (dépollution, traitement des déchets, aménagement rural, lutte biologique, lutte intégrée et production intégrée). L'agriculture est confrontée également aux crises de surproduction.
L'essor du concept de développement durable à partir de la conférence de Rio de 1992 marque un nouveau virage avec l'apparition de préoccupations concernant la dégradation des ressources naturelles (baisse de fertilité des sols, pollution des eaux, érosion, perte de biodiversité domestique…) occasionnée par l'industrialisation de l'agriculture. Dans cette perspective qui vise à terme une réduction drastique des impacts liés aux intrants, l'agronomie se fixe comme objectif de soutenir le développement d'une agriculture maintenant voire augmentant les rendements des cultures et des productions animales tout en respectant les équilibres naturels. L'agriculture est conçue comme un écosystème anthropisé – agrosystème – dont l'homme fait partie et qu'il doit maintenir en équilibre.
Dans ce contexte, l'essor des nouvelles technologies, biotechnologie et informatique, a ouvert de nouveaux champs d'études menant au développement de l'agriculture de précision. Mais il existe un désaccord entre les agronomes sur la place à accorder à ces nouvelles technologies dans la résolution des problèmes actuels. Certains n'y voient que des moyens secondaires, susceptibles mêmes d'aggraver les effets pervers de l'agriculture industrielle quand d'autres en font le pilier d'une nouvelle révolution verte. À l'opposé d'autres solutions ont été proposées par les agronomes, basées sur l'utilisation des régulations naturelles des agro-écosystèmes : agriculture de conservation, agriculture durable, agroécologie, intensification écologique, révolution doublement verte… Des agronomes se sont également intéressés à l'agriculture biologique, une forme d'agriculture née en dehors de la recherche agronomique. Parmi d'autres formes d'agriculture se voulant respectueuses de l'environnement, la biodynamie et la permaculture sont marginalement étudiées par des agronomes,. Dans les années 1990, l'INRA propose l'« extensification » (plus tard renommé « désintensification »), comme nouveau modèle agricole dans le cadre d’une baisse des prix garantis et de la déprise agricole et qui vise à diminuer la quantité de travail et de capital (et donc d’intrants) utilisés par unité de surface, dans une logique avant tout économique. Les années 1990 voient également la promotion du concept de multifonctionnalité de l'agriculture qui vise à prendre en compte dans les politiques agricoles la diversité des fonctions sociales et environnementales de l'agriculture (souveraineté alimentaire, emploi, gestion des paysages…) au-delà de la fonction de production agricole.
Le début du XXIe siècle voit la multiplication dans la littérature scientifique des termes désignant de nouvelles formes d'agriculture plus respectueuses de l'environnement : agriculture durable, agriculture durable à faible niveau d’intrants, écoagriculture, modernisation écologique de l’agriculture…

## Agronomie: une science locale
L'agriculture étant une mise en valeur d'un territoire donné ayant ses caractéristiques propres, l'agronomie replace des connaissances génériques dans un contexte local. Il s'agit en effet de comprendre un milieu pour en tirer le meilleur parti agricole. Dans sa partie concernant les pratiques agricoles proprement dites, l'agronomie est étroitement liée à la pédologie dans la mesure où elle est étroitement liée aux sols et aux climats, qui ne sont jamais les mêmes d'une région à l'autre. C'est la raison pour laquelle en France, par exemple, certaines spécialisations se font en agronomie tropicale, dont les spécificités ne sont pas comparables à l'agriculture de la métropole. On parle souvent de terroirs, lesquels doivent être traités différemment les uns des autres.

## Recherche agronomique
En France, la recherche agronomique en milieu tempéré est réalisée principalement à l'INRA (Institut national de recherche agronomique), mais également à l'IRSTEA (Institut national de recherche en sciences et technologies pour l'environnement et l'agriculture), anciennement CEMAGREF (Centre national du machinisme agricole, du génie rural, des eaux et des forêts). Ces deux derniers on désormais fusionné pour devenir l'INRAE en janvier 2020. En ce qui concerne la recherche agronomique tropicale française, elle est effectuée au CIRAD (Centre de coopération internationale en recherche agronomique pour le développement) et à l'IRD (Institut de recherche pour le développement). Un E-dossier Agropolis International présente ces compétences de recherche à Montpellier.

## Formation à l'agronomie

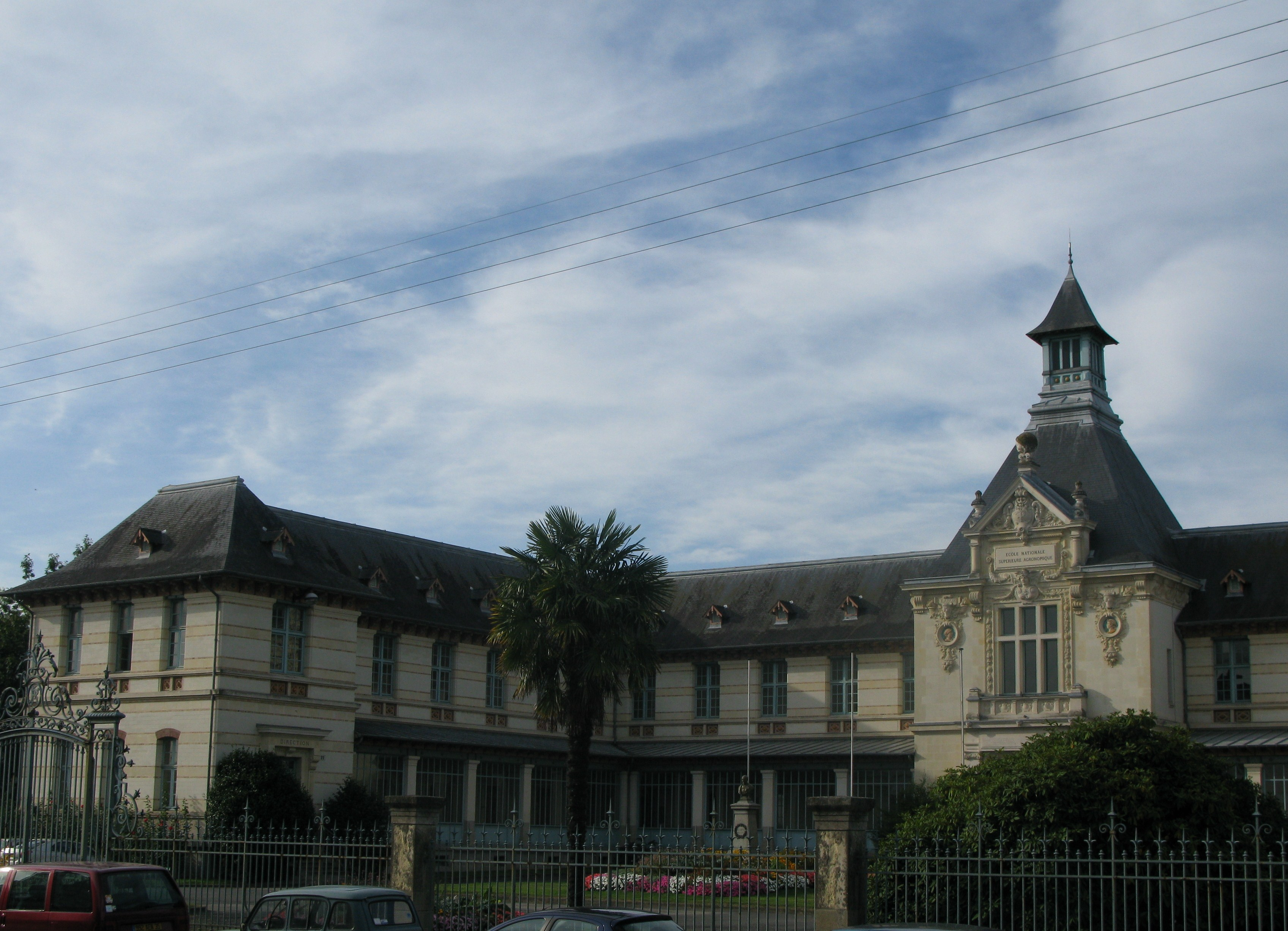
L'Institut agro, campus de Rennes : École nationale supérieure agronomique de Rennes.

### France
En France, l'agronomie est enseignée dans différentes écoles. Historiquement, l'agronomie était enseigné dans les ENSA (Écoles nationales supérieures agronomiques). Ces écoles se sont regroupées, pour créer des établissements d'enseignement supérieurs qui forment des ingénieurs agronomes, tels qu'AgroParisTech par exemple (ancien Institut National Agronomique de Paris-Grignon) ; ou bien encore : l'Institut agro qui regroupe l'école de Dijon, l'école de Montpellier et l'école Rennes-Angers. D'autres écoles comme Bordeaux Sciences Agro existent également. Depuis quelques années, des Licences Professionnelles, menées en partenariat avec des établissements du supérieur, sont apparues.
L'agronomie est aussi enseigné dans les ENITA (Écoles nationales d'ingénieurs des travaux agricoles), l'ESITPA (École d'ingénieurs des Chambres d'Agriculture), les écoles de la FESIA (Fédération des écoles supérieures d'ingénieurs en agriculture devenu France Agro3 dont l'ISARA (Institut Supérieur d'Agriculture Rhône-Alpes).
En ce qui concerne l'enseignement privé : l'ESA à Angers, L'ESAP à Purpan, l'ISA à Lille, l'ISTOM (École supérieure d'agro-développement international), les Instituts universitaires de technologie Génie biologique.
La formation en agronomie est aussi présente dans les formations en lycées agricoles (Bac pro, CAPA ou BTSA (Brevet de Technicien Supérieur Agricole).

### Suisse
Le système universitaire Suisse est divisé en deux filières. La filière des hautes écoles universitaires HEU, et la filière des hautes écoles spécialisées HES. Les HEU fournissent des formations fortement orientées sur les savoirs académiques là où les HES fournissent des formations orientées sur la pratique et sur les sciences appliquées. Les étudiants admis en HEU sont des étudiants ayant obtenu une maturité gymnasiale (bac général). Les étudiants admis en HES sont des personnes ayant obtenu un CFC (diplôme de fin d'apprentissage) complété d'une maturité professionnelle (bac pro).
Seule une formation est proposée en HEU en Suisse. Il s'agit de la formation d'ingénieur agronome EPF de l'École polytechnique fédérale de Zurich. Cette formation prépare à une carrière de chercheur, de haut fonctionnaire ou de cadre dirigeant en entreprise.
Bien que toutes les filières d'agronomie donnent une formation de base en agronomie générale, du fait du caractère fortement spécialisé des HES, 6 spécialisations sont proposées :
- HEPIA: Ingénieur agronome spécialisé en horticulture. C'est la seule formation en agronomie entièrement en Français de Suisse. Les agronomes HEPIA reçoivent une formation orientée vers la biotechnologie végétale, les productions maraîchères, fruitières, florales et ornementales[27]. Leur formation fortement axée sur la biotechnologie végétale leur permet d'ailleurs ensuite de s'orienter vers un master en biotechnologie s'ils le souhaitent. A noter par contre que la formation HEPIA ne contient presque aucun enseignement sur l'élevage.
- HESB : Les formations d'ingénieur agronome de la HESB sont bilingues Français-Allemand. Il existe les spécialisations suivantes [28] :
  - Économie rurale
  - Agriculture internationale
  - Production animale
  - Sciences équestres (en collaboration avec le Haras National Suisse)
  - Production végétale et écologie.

A noter que cette dernière spécialité est orientée vers les grandes cultures contrairement à la formation HEPIA qui est orientée vers la biotechnologie et les cultures spéciales. De plus, la formation HESB en production végétale est plus orientée vers l'agriculture conventionnelle alors que la formation HEPIA donne une grande place aux techniques alternatives telles que la TCS, l'ACS, la PI et l'agriculture biologique. Les formations de spécialiste en phytotechnie de la HESB et de l'HEPIA diffèrent donc fortement dans leur approche.
On peut encore ajouter à cette liste le bachelor HES d’œnologue qui est proposé par la Haute École de Viticulture et d’œnologie de Changin. Bien que la formation ne soit pas à proprement parler une formation d'agronome, elle intègre néanmoins l'ensemble des savoirs agronomiques liés à la culture de la vigne. La première année est d'ailleurs un tronc commun avec la filière d'agronomie de l'HEPIA.
A noter que les étudiants HES obtiennent le titre d'Ingénieur avec leur bachelor (bac+3) alors que les étudiants HEU n'obtiennent ce titre qu'avec le master (bac+5). Pour les diplômés HES, il est d'ailleurs possible de travailler directement avec le bachelor alors que le master est en général nécessaire pour les diplômés HEU. Pour des raisons historiques (les pénuries alimentaires de la deuxième guerre mondiale), la Suisse a créé une législation foncière extrêmement stricte qui classe de grandes parties du territoire comme terrain agricole. L'achat de terrain agricole est pratiquement impossible pour l'essentiel de la population et l'usage de ces terrains est très fortement réglementé. Le titre d'ingénieur agronome est, avec d'autres métiers de l'agriculture, un titre qui permet l’acquisition et l'usage de terrain agricole.

### Canada
Au Québec, le baccalauréat en agronomie est offert à l'Université McGill à Montréal, en anglais, et à l'Université Laval à Québec, en français. Les deux baccalauréats sont reconnus par l'Ordre des Agronomes du Québec.

### Belgique
En Belgique francophone, les ingénieurs agronomes, ou bio-ingénieurs, peuvent suivre leur formation dans trois universités, l'Université catholique de Louvain (UCLouvain) à Louvain-la-Neuve, l'Université libre de Bruxelles (ULB) et l'Université de Liège (ULiège) sur son site de Gembloux Agro-Bio Tech (anciennement la Faculté universitaire des sciences agronomiques de Gembloux). Ces formations comptent 3 ans de bachelier et 2 ans de master. Plusieurs hautes écoles (notamment à ATH, Ciney, Liège, Huy…) donnent aussi accès à des diplômes d'agronomie en 3 ans (bachelier en agronomie) ou 5 ans, dont le diplôme porte le titre d'ingénieur industriel en agronomie. Cette dernière formation (ISIa à Huy, Ath et Gembloux) compte également 3 ans de bachelier et 2 ans de master.
À la Haute École de la Province de Namur sur son site de Ciney, en septembre 2015, une année de spécialisation en agriculture-biologique a été ouverte pour compléter la formation après les trois ans de bachelier (un bac +4). C'est une exclusivité dans l'enseignement supérieur en Belgique. Ce genre de formation existe également en France et est de niveau « licence ».

### Algérie
En Algérie, la formation d'agronomie est assurée par l'ENSA d'Alger (École Nationale Supérieure d'Agronomie, ex-INA : Institut National Agronomique). L'ENSA comprend 9 départements assurant différentes spécialités, telles que : la botanique, l'économie rurale, la foresterie, le génie rural (à savoir, le machinisme et l'hydraulique agricoles), les productions animales (la zootechnie), les productions végétales (la phytotechnie), les sciences du sol, la technologie alimentaire (à savoir, les technologies des industries agroalimentaires et la nutrition humaine), et la zoologie agricole. La Grande École délivre deux diplômes de fin d'études correspondant à un niveau d'études de BAC+5 : Ingénieur en Agronomie et Master 2.

### Maroc
Au Maroc, la formation en agronomie et génie agricole est offerte par deux institutions: l'Institut Agronomique et Vétérinaire Hassan II à Rabat et l'École Nationale d'Agriculture de Meknès. Différentes spécialités sont offertes : génie agricole, agronomie, sciences de l'agroalimentaire, médecine vétérinaire et topographie. Les études sont généralement de 5 à 6 ans et le baccalauréat est obligatoire pour accéder à ces institutions.

### Sénégal
Au Sénégal la formation d'agronomie est assurée par l'ENSA de Thiès (École Nationale Supérieure d'Agriculture).

### Côte d'Ivoire
En Côte d'Ivoire la formation des ingénieurs agronomes est assurée par l'ESA (École Supérieure d'Agronomie).

### Cameroun
Au Cameroun, la formation a lieu à la Faculté d'agronomie et des sciences agricoles (FASA).

### Haïti
En Haïti, la formation d'ingénieur agronome s'étend sur cinq années sanctionnées par un mémoire de fin d’études. Jusqu'aux années 1990, la faculté d'agronomie et de médecine vétérinaire (FAMV) de l'Université d'État d'Haïti était la seule École supérieure à offrir la formation avec des spécialisations en Phytotechnie, Zootechnie, économie et développement rural, Ressources naturelles, Technologies alimentaires et Génie rural.

## Les entreprises
- Liste de constructeurs de machines agricoles
- Liste de fabricants d'intrants
- Liste de fabricants de semences
- Liste de fabricants d'aliments du bétail
- Liste de producteurs de fruits et légumes
- Liste de grands élevages